# Šútovský vodopád
Šútovský vodopád je vodopád na Slovensku v pohoří Malá Fatra.

## Poloha
Nachází se ve nadmořské výšce 830 m v Krivánské Malé Fatře v přírodní památce Šútovská epigenéza asi 4 km severně od obce Šútovo.

## Popis
Nejvyšší vodopád v Malé Fatře má celkovou výšku 38 m. Vznikl následkem vyzdvihnutí pohoří a poklesu Turčianské kotliny. Vodopád se nachází na předpokládané geologické hranici mezi granity a granodiority. Samotné podloží je tvořené autometamorfovanými granodiority.
Šútovský vodopád je vytvářen Šútovským potokem, který pramení v zajímavém skalním útvaru Mojžišove pramene. Přímo nad vodopádem má potok šířku 2,5 m.

## Přístup
- z obce Šútovo po  modré turistické značce
- opačným směrem od Chaty pod Chlebom okolo Mojžišových pramenů.